# Azamgarh
Azamgarh là một thành phố và là nơi đặt ban đô thị (municipal board) của quận Azamgarh thuộc bang Uttar Pradesh, Ấn Độ.

## Địa lý
Azamgarh có vị trí 26°04′B 83°11′Đ / 26,06°B 83,19°Đ Nó có độ cao trung bình là 64 mét (209 foot).

## Nhân khẩu
Theo điều tra dân số năm 2001 của Ấn Độ, Azamgarh có dân số 104.943 người. Phái nam chiếm 49% tổng số dân và phái nữ chiếm 51%. Azamgarh có tỷ lệ 14% biết đọc biết viết, thấp hơn tỷ lệ trung bình toàn quốc là 59,5%: tỷ lệ cho phái nam là 16%, và tỷ lệ cho phái nữ là 13%. Tại Azamgarh, 12% dân số nhỏ hơn 6 tuổi.